# Schmidtiana gertrudis
Schmidtiana gertrudis là một loài bọ cánh cứng trong họ Cerambycidae.